# Monomma camerunense
Monomma camerunense es una especie de coleóptero de la familia Monommatidae. Presenta la siguiente subespecie: Monomma camerunense camerunense.

## Distribución geográfica
Habita en Guinea (África) y Camerún.